# Booksmart
Booksmart (titulada en Hispanoamérica como La noche de las nerds, y Súper empollonas en España) es una película estadounidense de comedia dirigida por Olivia Wilde, a partir de un guion de Emily Halpern, Sarah Haskins, Katie Silberman y Susanna Fogel. Está protagonizada por Kaitlyn Dever, Beanie Feldstein, Billie Lourd, Jessica Williams, Will Forte, Lisa Kudrow y Jason Sudeikis. 
Tuvo su estreno mundial en South by Southwest el 10 de marzo de marzo de 2019. Fue estrenada el 24 de mayo de 2019 por Paramount Pictures.

## Reparto
- Beanie Feldstein como Molly.
- Kaitlyn Dever como Amy.
- Noah Galvin como George.
- Billie Lourd como Gigi.
- Skyler Gisondo como Jared.
- Jessica Williams como Ms. Fine
- Jason Sudeikis como Jordan Brown.
- Lisa Kudrow como Charmaine.
- Will Forte como Doug.
- Mike O'Brien como Pat the Pizza Guy.
- Diana Silvers como Hope.
- Molly Gordon como Annabelle "Triple A".
- Mason Gooding como Nick.
- Victoria Ruesga como Ryan.
- Austin Crute como Alan.
- Eduardo Franco como Theo.
- Nico Hiraga como Tanner.
- Stephanie Styles como Alison.

## Producción
En febrero de 2018, Kaitlyn Dever y Beanie Feldstein se unieron al elenco de la película, con Olivia Wilde, dirigiendo desde un guion escrito por Emily Halpern, Sarah Haskins, Katie Silberman y Susanna Fogel. Megan Ellison, Chelsea Bernard, David Distenfeld, Will Ferrell, Adam McKay y Jessica Elbaum serán los productores de la película, bajo sus Annapurna Pictures y Gloria Sanchez Productions, respectivamente. En mayo de 2018, Billie Lourd y Skyler Gisondo se unieron al reparto. Ese mismo mes, Jason Sudeikis, Lisa Kudrow, Jessica Williams, Will Forte, Mike O'Brien, Mason Gooding, Noah Galvin, Diana Silvers, Austin Crute, Eduardo Franco, Molly Gordon y Nico Hiraga se unieron al elenco de la película.

### Rodaje
La fotografía principal comenzó en mayo de 2018.

## Estreno
Tuvo su premier mundial en South by Southwest el 10 de marzo de marzo de 2019. Fue estrenada el 24 de mayo de 2019.

## Recepción
Booksmart recibió reseñas positivas de parte de la crítica y mixtas de parte de la audiencia. En el sitio web especializado Rotten Tomatoes, la película posee una aprobación de 96%, basada en 382 reseñas, con una calificación de 8.3/10 y con un consenso crítico que dice: "Con ritmo rápido, divertida y fresca, Booksmart hace lo aparentemente imposible al agregar un nuevo giro inteligente a la comedia coming-of-age." De parte de la audiencia tiene una aprobación de 74%, basada en más de 10 000 votos, con una calificación de 3.8/5.
El sitio web Metacritic le dio a la película una puntuación de 84 de 100, basada en 52 reseñas, indicando "aclamación universal". Las audiencias encuestadas por CinemaScore le otorgaron a la película una "B+" en una escala de A+ a F, mientras que en el sitio IMDb los usuarios le asignaron una calificación de 7.1/10, sobre la base de 119 998 votos. En la página web FilmAffinity la cinta tiene una calificación de 6.2/10, basada en 9844 votos.